# 朱寬 (明朝)
朱寬，福建莆田人，明朝官員、同進士出身。

## 生平
天順元年（1457年），登進士，授南京禮科給事中。明憲宗即位數月，與王徽等上疏請奏遠離太監內臣。同年冬，又與王徽等彈劾中官牛玉，得罪貶為潼川判官。